# Kevin Gausman
Kevin John Gausman, född den 6 januari 1991 i Centennial i Colorado, är en amerikansk professionell basebollspelare som spelar för Toronto Blue Jays i Major League Baseball (MLB). Gausman är högerhänt pitcher.
Gausman har tidigare spelat för Baltimore Orioles (2013–2018), Atlanta Braves (2018–2019), Cincinnati Reds (2019) och San Francisco Giants (2020–2021). Han har tagits ut till MLB:s all star-match en gång och till All-MLB Second Team en gång.
Gausman draftades av Los Angeles Dodgers 2010 som 202:a spelare totalt, men inget kontrakt upprättades mellan parterna. Gausman började i stället studera vid Louisiana State University och spelade för skolans basebollag LSU Tigers. Han var åter tillgänglig i 2012 års draft och valdes då av Baltimore Orioles som fjärde spelare totalt. Han debuterade i MLB för Orioles den 23 maj 2013.